# 石敬暉
石敬晖（9世纪—940年），字德昭，后晋宗室，是石敬瑭的堂兄，石敬瑭的二叔石萬友的儿子。
石敬晖为人厚重刚毅雄直，有器局，临事多智，石敬瑭在宗族之中，独独厚待他。张敬达围晋阳，石敬瑭任命石敬晖为突骑都将，他率军出敌不意，深入力战，虽夷伤流血，矢镞贯骨，言辞更加激昂，石敬瑭称赞他。天福二年（937年），遥授濠州刺史，充皇城都部署。天福四年（939年），加检校司徒，授曹州防御使，加检校太保。他在任廉俭恤下，不营财利，不好伎乐。一年后，天福五年（940年）四月初三戊戌，曹州防御使石敬晖得病卒，礼官奏：“天子为五服之内亲本服周者，三哭而止。”赠太傅，归葬太原。天福八年（943年）五月丁亥，追赠石敬晖太师，追封韩王，子石曦嗣。

## 延伸阅读
[在维基数据编辑]
 《舊五代史·卷87》，出自薛居正《舊五代史》
 《新五代史/卷17》，出自歐陽修《新五代史》